# 北京国会旧址
北京国会旧址，位于中华人民共和国北京市西城区佟麟阁路62号、宣武门西大街57号的新华通讯社院内，是北洋政府時期國會的众议院所在地（參議院沿用清資政院大樓，在國會街，即象來街）。现存国会议场、仁义楼和礼智楼三栋建筑。
1912年众议院成立后即在此处办公，1913年修建了部分建筑，其中国会议场沿用了清朝末年废弃的建筑基址。1924年甲子政变之后，这些建筑先后为北京法政大学和北京大学所使用。1949年，北京国会旧址所在地成为新华通讯社社址，原国会议场成为新华社礼堂。2006年，北京国会旧址被列为全国重点文物保护单位。

## 历史
明朝时，国会旧址所在地原为驯象所的一部分:356。
1912年，北洋政府为了召开国会，将清朝宣统二年（1910年）所设置的谘议机关资政院改为国会参议院议场，众议院议场则位于清末的財政学堂内（有一座圖書館原屬清京師法律學堂）。
1913年，北洋政府在財政学堂校址内修建一批新建筑，以供众议院使用:299。其中国会议场由德国人库尔特·罗克格主持设计，部分採用了羅克格原本为清朝资政院大樓做的設計，但有所簡化。
1924年馮玉祥發動甲子政变后，国会被迫解散，国会议场等建筑为北京法政大学所用，在北京法政大学与北京大学法科合并后，这些建筑由京师大学校继续使用。
抗日战争期间，这些建筑为新民学院所有。
1946年至1949年，国会议场等建筑为北京大学第四院所有:356。
1949年2月4日，中国共产党在北京大学第四院的礼堂，即原国会议场内召开了中共北平地下党会师大会。
华北大学迁入北京之后，华北大学三部一度占用了这些建筑，同年这些建筑所在区域被定为新华通讯社社址:356，原国会议场改为新华社礼堂。
1955年，国会旧址得以修缮。1984年5月24日，民国国会议场被列为北京市文物保护单位:822。2002年，国会议场再次全面加固:101。
2006年，包括民国国会议场在内的四座建筑以“北京国会旧址”一名列入全国重点文物保护单位。2013年6月28日，北京国会旧址作为“中共北平地下党会师大会会场”被列为北京市爱国主义教育纪念地。

## 结构

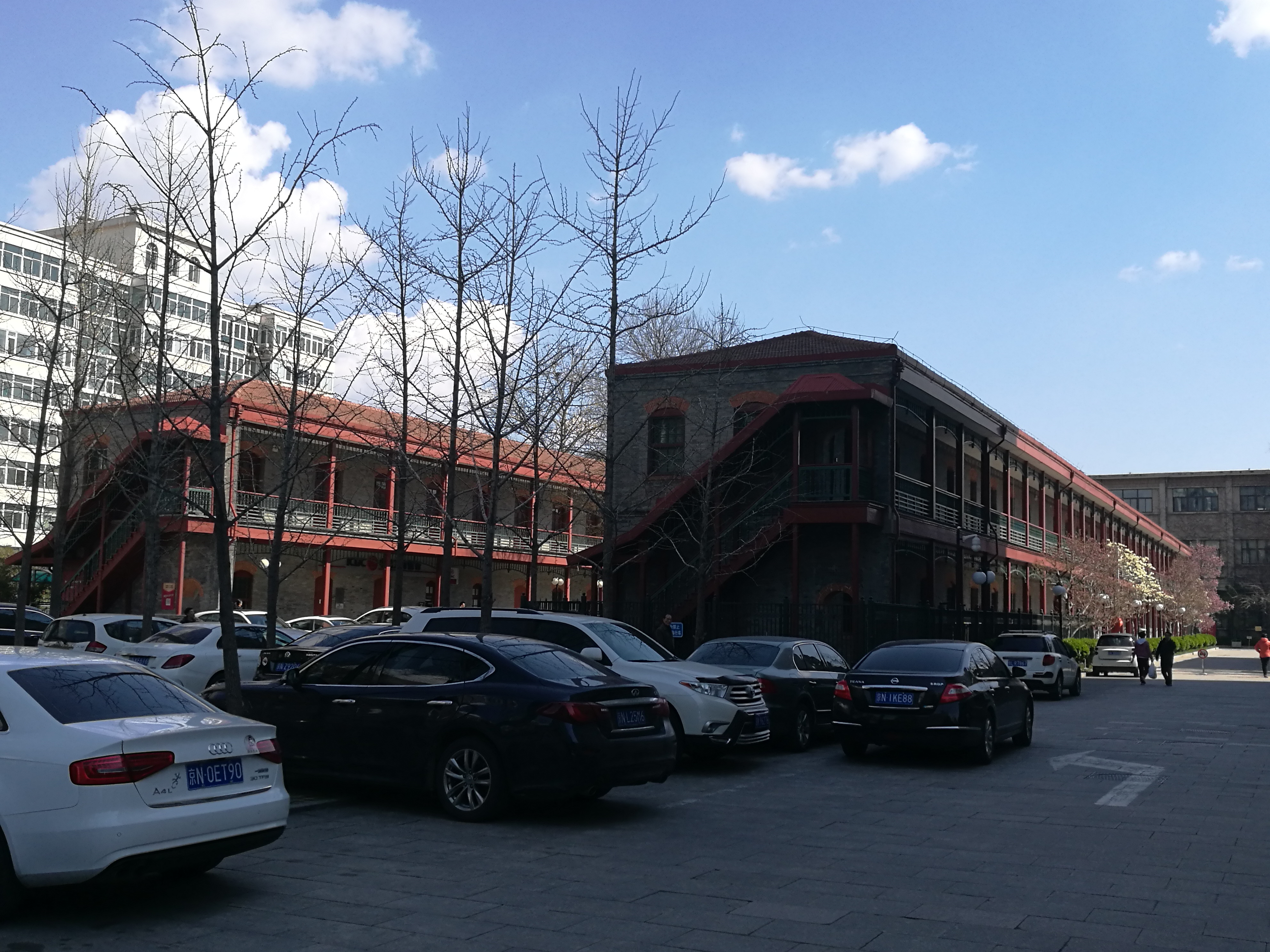
仁义楼和礼智楼，位于国会议场东侧

北京国会旧址由国会议场、仁义楼和礼智楼组成。其中国会议场坐北朝南，为砖木结构二层建筑，入口处形似三层，最顶层为一排采光窗。建筑坐北朝南，钢木桁架，坡面屋顶，里面为简单的壁柱、雨棚和青砖清水墙，建筑面积2100平米左右。建筑内主体部分为会议大厅，平面呈方形，一层设有674个面向北侧扇形排列的座椅，座椅上有红五星图案，其原颜色与北洋政府五色旗相对应；大厅北侧正中设有议长席，另外三面设有门厅和侧厅，二楼设有314个旁听席位。会场大厅北侧为一座平面呈椭圆形的“圆楼”，该楼共有两层，用灰砖砌筑，三角桁架，南北立面外观基本相同，每面共开三间，每间有三扇竖向窄窗。其南部有三间休息室，休息室与大会厅之间有走廊相连；休息室北侧为一个大会议室，为北洋政府总统和众议院开会的场所。仁义楼和礼智楼位于国会议场东侧，是当年议员起草宪法的办公场所。两幢楼均为坐北朝南的二层楼房，楼房南侧均带前廊，建筑形式为灰砖清水墙，三角桁架坡屋顶，因其外廊被涂成红色而俗称为“红楼”。:356:822:143:101-102:299